# Янкови
Янкови (пол. Jankowy, нім. Jankow) — село в Польщі, у гміні Баранув Кемпінського повіту Великопольського воєводства.
Населення — 539 осіб (2011).
У 1975-1998 роках село належало до Каліського воєводства.

## Демографія
Демографічна структура станом на 31 березня 2011 року:
|          | Загалом | Допрацездатний вік | Працездатний вік | Постпрацездатний вік |
| -------- | ------- | ------------------ | ---------------- | -------------------- |
| Чоловіки | 278     | 72                 | 187              | 19                   |
| Жінки    | 261     | 56                 | 157              | 48                   |
| Разом    | 539     | 128                | 344              | 67                   |